# دايسوكي سايتو
دايسوكي سايتو (باليابانية: 斎藤 大輔) (مواليد 19 نوفمبر 1974)، هو لاعب كرة قدم ياباني سابق كان يلعب كمدافع.

## وصلات خارجية
- دايسوكي سايتو على موقع رابطة كرة القدم اليابانية للمحترفين (اليابانية)
- دايسوكي سايتو على موقع قاعدة بيانات كرة القدم.إي يو (الإنجليزية)
- دايسوكي سايتو على موقع Soccerway.com (الإنجليزية)
- دايسوكي سايتو على موقع عالم كرة القدم.نت (الإنجليزية)